# العلاقات البوروندية الغينية
العلاقات البوروندية الغينية هي العلاقات الثنائية التي تجمع بين بوروندي وغينيا.

## مقارنة بين البلدين
هذه مقارنة عامة ومرجعية للدولتين:
| وجه المقارنة                                              | بوروندي                                    | غينيا       |
| --------------------------------------------------------- | ------------------------------------------ | ----------- |
| المساحة (كم2)                                             | 27.83 ألف                                  | 245.86 ألف  |
| عدد السكان (نسمة)                                         | 10.86 مليون                                | 12.72 مليون |
| الكثافة السكانية (ن./كم²)                                 | 390.23                                     | 51.74       |
| العاصمة                                                   | بوجومبورا، جيتيغا                          | كوناكري     |
| اللغة الرسمية                                             | اللغة الكيروندية، لغة فرنسية، لغة إنجليزية | لغة فرنسية  |
| العملة                                                    | فرنك بوروندي                               | فرنك غيني   |
| الناتج المحلي الإجمالي (بليون دولار)                      | 3.48 مليار                                 | 10.50 مليار |
| الناتج المحلي الإجمالي (تعادل القوة الشرائية) بليون دولار | 8.13 مليار                                 | 15.24 مليار |
| الناتج المحلي الإجمالي الاسمي للفرد دولار أمريكي          | 277                                        | 531         |
| الناتج المحلي الإجمالي للفرد دولار أمريكي                 | 77                                         | 1.22 ألف    |
| مؤشر التنمية البشرية                                      | 0.400                                      | 0.411       |
| رمز المكالمات الدولي                                      | +257                                       | +224        |
| رمز الإنترنت                                              | .bi                                        | .gn         |
| المنطقة الزمنية                                           | ت ع م+02:00                                | 00          |

## منظمات دولية مشتركة
يشترك البلدان في عضوية مجموعة من المنظمات الدولية، منها:
| علم المنظمة | اسم المنظمة                                 | تاريخ انضمام بوروندي | تاريخ انضمام غينيا |
| ----------- | ------------------------------------------- | -------------------- | ------------------ |
|             | مؤسسة التنمية الدولية                       | 28 سبتمبر 1963       | 26 سبتمبر 1969     |
|             | يونسكو                                      | 16 نوفمبر 1962       | 2 فبراير 1960      |
|             | وكالة ضمان الاستثمار متعدد الأطراف          | 10 مارس 1998         | 5 أكتوبر 1995      |
|             | الأمم المتحدة                               | 18 سبتمبر 1962       | 12 ديسمبر 1958     |
|             | مجموعة دول أفريقيا والكاريبي والمحيط الهادئ | ?                    | ?                  |
|             | الاتحاد البريدي العالمي                     | ?                    | ?                  |
|             | البنك الدولي للإنشاء والتعمير               | 28 سبتمبر 1963       | 28 سبتمبر 1963     |
|             | أفريستات ‏                                   | 2006                 | 2000               |
|             | منظمة حظر الأسلحة الكيميائية                | ?                    | ?                  |
|             | مؤسسة التمويل الدولية                       | 28 نوفمبر 1979       | 22 أكتوبر 1982     |
|             | المركز الدولي لتسوية المنازعات الاستشارية   | 5 ديسمبر 1969        | 4 ديسمبر 1968      |
|             | منظمة التجارة العالمية                      | 23 يوليو 1995        | 25 أكتوبر 1995     |
|             | منظمة الشرطة الجنائية الدولية               | ?                    | ?                  |
|             | الاتحاد الأفريقي                            | 25 مايو 1963         | 1963               |
|             | البنك الإفريقي للتنمية                      | ?                    | ?                  |